# 99식 공대공유도탄
AAM-4는 일본의 항공자위대가 장비하는 중거리 공대공 미사일이다. 초기 관성항법, 중간 지령유도, 종말 액티브 레이다 유도를 병용해 사용하며 사정거리는 100 km 전후일 거라고 추측된다. 미국의 암람, 이스라엘의 더비, 중국의 PL-12와 비슷하다.

## 개발
미국은 1980년에서 90년까지 세미 액티브 유도인 AIM-7 스패로우를 대체하기 위해 AIM-120 AMRAAM을 개발, 배치했다. AMRAAM은 액티브(능동) 레이다 유도로서 AIM-7 스패로우보다 운동성과 유효사정거리가 대폭 증가하였으며 일본은 당시 라이센스 생산하던 AIM-7 스패로우를 대체하기 위해 AIM-120 AMRAAM을 검토했으나 당초 판매처는 미국 공군과 NATO가입국으로 한정되었기 때문에 일본 방위청(현 방위성)은 AMRAAM과 동등 또는 그 이상의 능력을 가진 공대공 미사일을 자체 개발하기로 결정했다. 1985년까지 기술연구를 행하고 1994년부터 본격적인 개발이 착수되어 1999년 99식 공대공 유도탄이라는 제식명으로 채용되었다.

## 특징
액티브 레이다 유도와 지령/관성 유도를 병행해 유효사정거리에서 파이어 앤 포겟(발사 후 망각)능력을 갖게 되었으며, 다른 능동유도 미사일들처럼 미사일을 발사한 후 유도하는 것도 가능하다. 개발 시 민간업체의 기술을 대폭 도입하여 가격이 낮아져 AIM-7보다 저렴하다.

## J-MSIP(Japan-Multi Stage Improvement Program)
미국의 MSIP계획과 같이 일본 방위성과 항공자위대는 기존의 F-15J와 1985년부터 조달된 F-15D/J에 대한 다단계 근대화 개수작업을 실시하기로 결정, 미쓰비시 중공업을 주계약자로 최저 105기의 기체를 근대화 개수하기로 계획하였다. 이에 따라 F-15D/J 근대화 개수형은 AAM-4를 탑재할 수 있게 되었다. 또한 F-2에 대해서도 AAM-4 탑재 개수를 진행하고 있다.

## 파생형

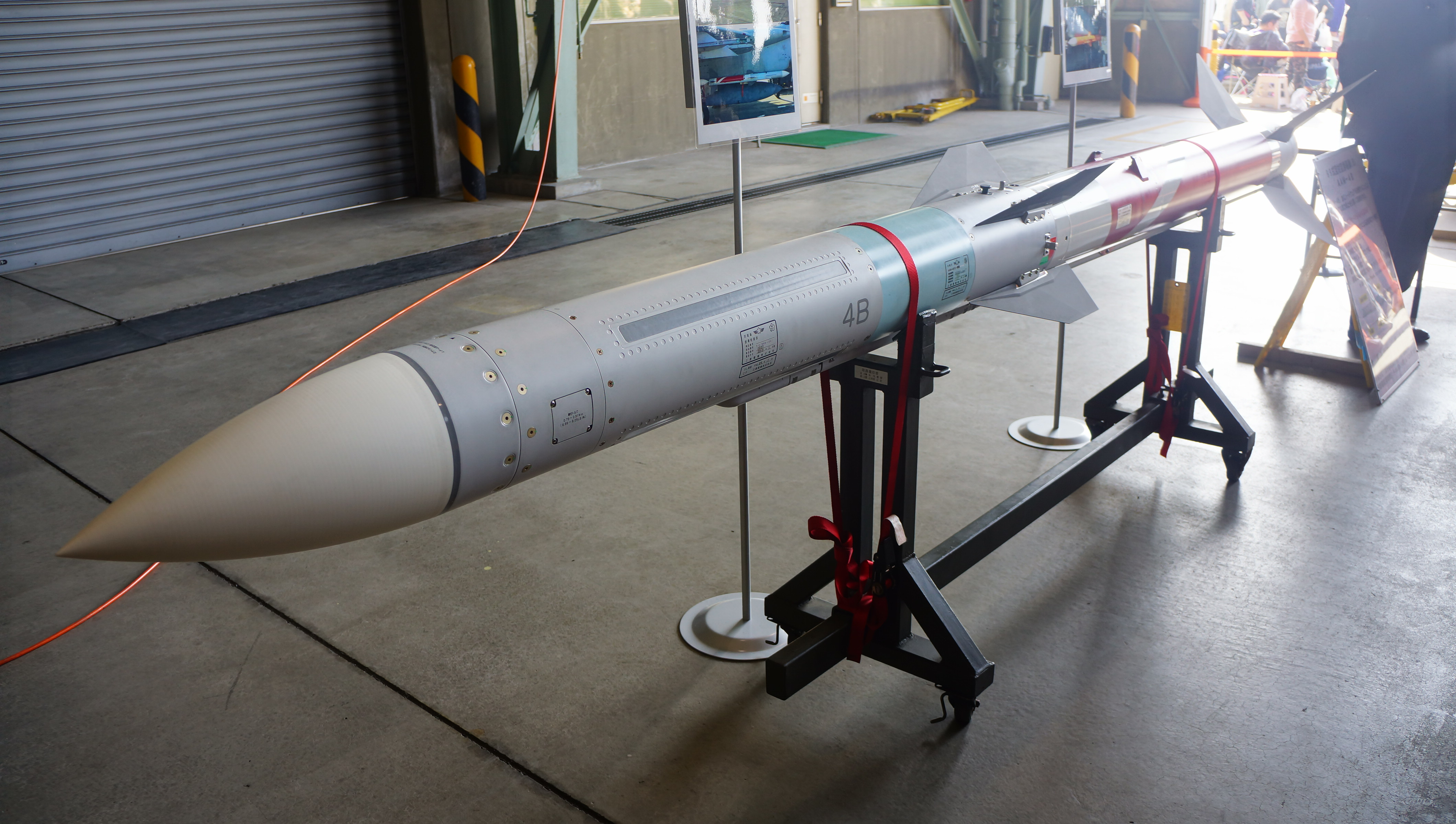
AAM-4B
발사기체의 생존성, ECCM 능력, 사정거리의 향상, 고기동의 목표 대처 능력의 향상, 미사일 자체 유도 거리의 증가 및 가격의 저하를 목적으로 개발되었다. 덕티드 로켓 엔진의 장비나 시커의 AESA화 등도 목표로 하여 헤세이 14년도부터 개시해 19년도에 개발완료했다.
신함대공 미사일 XRIM-4
AAM-4를 베이스로 해상자위대의 호위함에 탑재되고 있는 시스패로 미사일의 대체를 위해 액티브 종말 유도 방식의 신(新)함대공 미사일의 개발이 기술 연구 본부에서 행해지고 있었으나, ESSM의 채용과 방위비 삭감 방침에 의해 개발 중지되었다.
사정 연장형의 연구
AAM-4를 기본으로 고체로켓을 대체, 램제트 엔진 등의 공기흡입형 엔진을 탑재하여 속도 및 사정 연장 등의 능력 향상에 관한 연구를 하고 있다. 현재 방위성 기술연구본부가 가와사키 중공업을 주계약자로서 덕티드로켓을 몸체로 하는 미사일에 대한 연구를 실시하고 있어 향후 AAM-4에 탑재될 가능성이 있다.

### JNAAM(Joint New Air-to-Air Missile) 미사일
즈남 미사일은 일본과 영국이 공동개발하는 차기 공대공 미사일 프로젝트이다. 양국이 보유한 최신형 공대공 미사일의 기술을 협력하여 차세대 미사일을 개발하는 것이 목표이다.

#### 개발 이유
현재 개발 및 생산하고 있는 유럽의 MBDA 미티어를 대체하기 위함이다. 미국은 지금 사용하고 있는 암람에 대체적으로 만족하고 있고, ASRAAM의 사례처럼 협업 도중 포기할 가능성이 높기에, 비슷한 처지인 영국과 일본이 공동개발하여 문제가 개선된 차세대 공대공유도탄을 개발하고자 하는 것이다.

#### 일본 측이 주장하는 개발로 얻을 수 있는 이익

##### 가. 소형 · 고출력 화 기술
몸통 지름이 소형화 된 시카에서도 현유 장비와 동등 이상의 시카 탐지 성능을 보장하기 위해 GaN 모듈 (※ 4)를 적용하여 소형 고출력 화를 실현하는 기술을 확립한다.

#### 나. 목표 탐지 능력 향상 기술
낮은 RCS (※ 5) 대처 미사일 유도 제어 기술의 연구에서 예측 가능한 목표 검출 처리를 이용하는 것으로, 현유 장비에 비해 목표 탐지 능력을 향상시키기위한 기술을 확립 .

#### 다. 혼란 대처 능력 향상 기술
횡행 목표 등 처리시 목표를 혼란과 변별하고 포착하기 위해 현재 보유 장비에 비해 거리만큼 분리 분해능을 향상시킨 신호 처리에 의해 혼란 대처 능력을 향상하는 기술을 확립한다.

#### (라) 기존 유도탄 구성품과의 통합
소형 · 고성능 전파 시카를 고속 · 장거리의 덕 티드 로켓 엔진에 적용
함에 있어서 기존의 로켓 모터는 미사일 내부의 진동 조건 열 설계 조건 등이
다른 점에 유의할 필요가있다. 또한 기존 유도탄 (Meteor) 구성품과 함께 시스템 통합을 위해서는 각 구성품 간의 인터페이스 등이 적합 할뿐만 아니라 기존의 관성 장치와 조합 한 경우의 시카 공간 안정화 특성에 대해서도 확인할 필요가있다.

#### 즈남 미사일의 예상 스펙
- 제조 : MBDA/BAE, 미쓰비시 전기
- 실전배치 : 2024년(레이와6년) 개발 완료 예정
- 탄두 : HE 파편 효과 폭발형
- 유도방식 중간: INS + COLOS ( 관성 · 지령 유도), 종말: 액티브 레이더 호밍 ( Active Rader Homing , ARH )
- 사거리 : 공식 100km + 비공식 추정 사거리 300km~400km
- 속도 : 마하 4~5

## 같이 보기
- 암람 -  미국 ARH 미사일
- AA-12 -  러시아 ARH 미사일
- PL-12 -  중화인민공화국 ARH 미사일
- 더비 -  이스라엘 ARH 미사일
- 99식 공대공 미사일 -  일본 ARH 미사일
- MBDA 미티어 -  유럽 ARH 미사일
- 아스트라 -  인도 ARH 미사일
- 천검2 -  중화민국 ARH 미사일